# Tooske Ragas
Antonia Grietje (Tooske) Ragas-Breugem (Zwolle, 3 juni 1974) is een Nederlandse televisiepresentatrice, actrice en zangeres. Ragas werd bij het grote publiek vooral bekend door de presentatie van Idols. Ze begon haar televisiecarrière als videojockey bij TMF. Verder heeft ze meegedaan aan een musical en heeft ze geacteerd. Ze was te zien als stewardess in 06/05, de film van Theo van Gogh over de moord op Pim Fortuyn.

## Jeugd, opleiding en begin

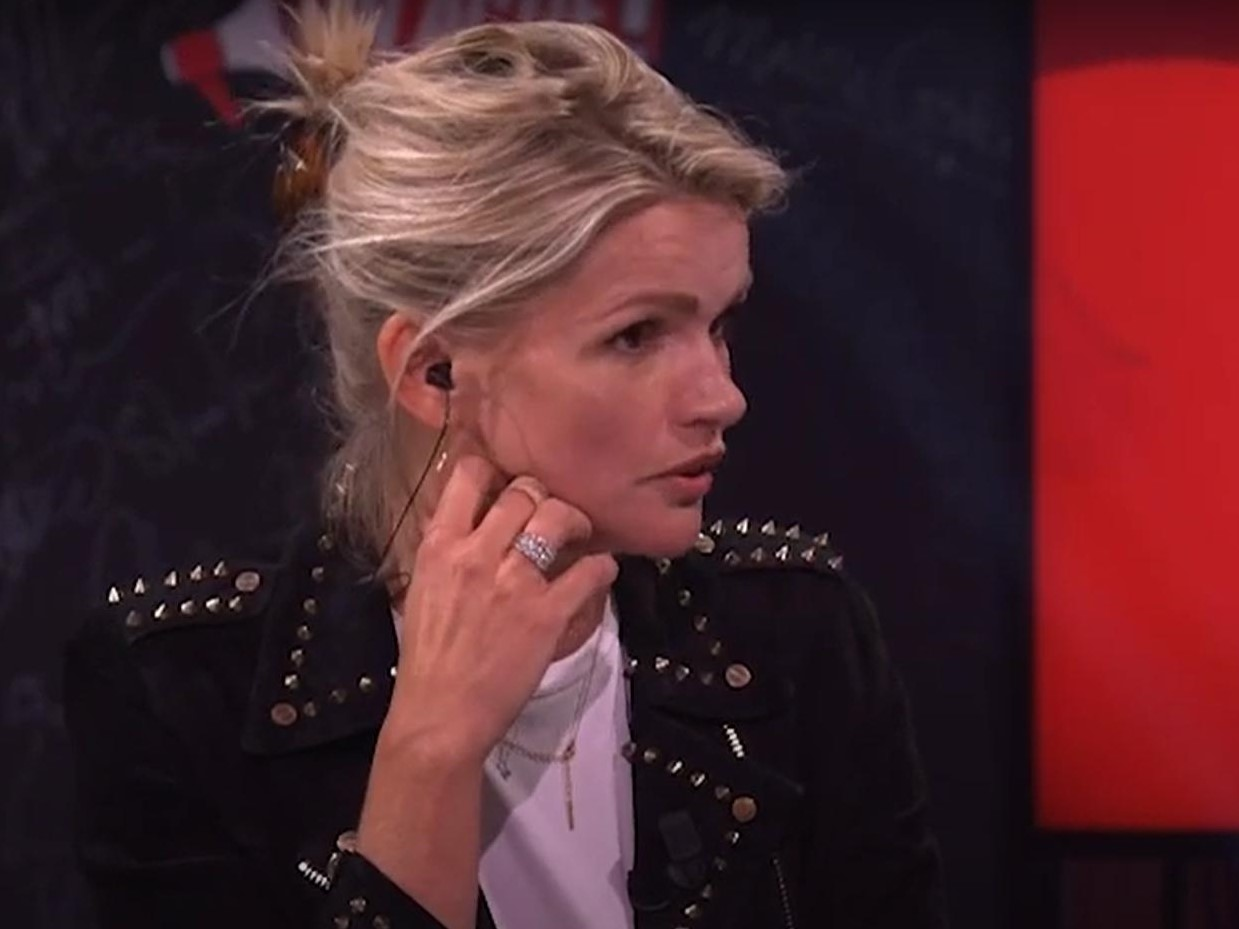
Tooske Ragas (2020)

Breugem werd geboren in een Nederlands-hervormd gezin en heeft twee oudere broers. Het geloof speelde een belangrijke rol in haar leven. Op vroege leeftijd zong ze in een kinderkoor, daarnaast deed ze ook aan jazzballet.
Breugem volgde het gymnasium op het Carolus Clusius College in Zwolle en studeerde vervolgens Engelse taal- en letterkunde aan de Universiteit Utrecht. Deze opleiding rondde ze in 1998 af. In 1992 trok ze rond met de theatergroep Up with People. Tooske was zangeres in de popgroep Bogy Bogy. In 1996 werd ze Miss-Overijssel en vierde van de Miss Nederland-verkiezing.
Naast diverse theater- en tv-werkzaamheden schreef ze in 2015 het script voor de voorstelling De boze heks en de zandtekenaar (naar de verhalen van Hanna Kraan) die vanaf 2016 in de theaters te zien was.

## Privéleven
Op 3 juni 2002 trouwde Breugem met een Amerikaanse man. In december 2003 ging het paar uit elkaar. Later speelde Breugem de rol van Constance in De 3 Musketiers; een van haar tegenspelers was Bastiaan Ragas. Op 25 juni 2005 trad ze met Ragas in Zuid-Frankrijk in het huwelijk. Samen hebben ze drie dochters en een zoon.
Ragas is ambassadeur van War Child.

## Filmografie
- International Standard Name Identifier: 0000 0004 2327 5816
- MusicBrainz: dfff967e-09e6-45a4-ab32-c6a21ac962c9
- Nederlandse Thesaurus van Auteursnamen: 369279735
- Virtual International Authority File: 305831847
- WorldCat: E39PBJgmPV6dwQ8rcgY6q4w9jC